# Schwäbischer Chorverband
Der Schwäbische Chorverband e. V.  ist ein Dachverband zur Pflege des Chorgesanges. Seine Geschäftsstelle ist in Plochingen.

## Geschichte

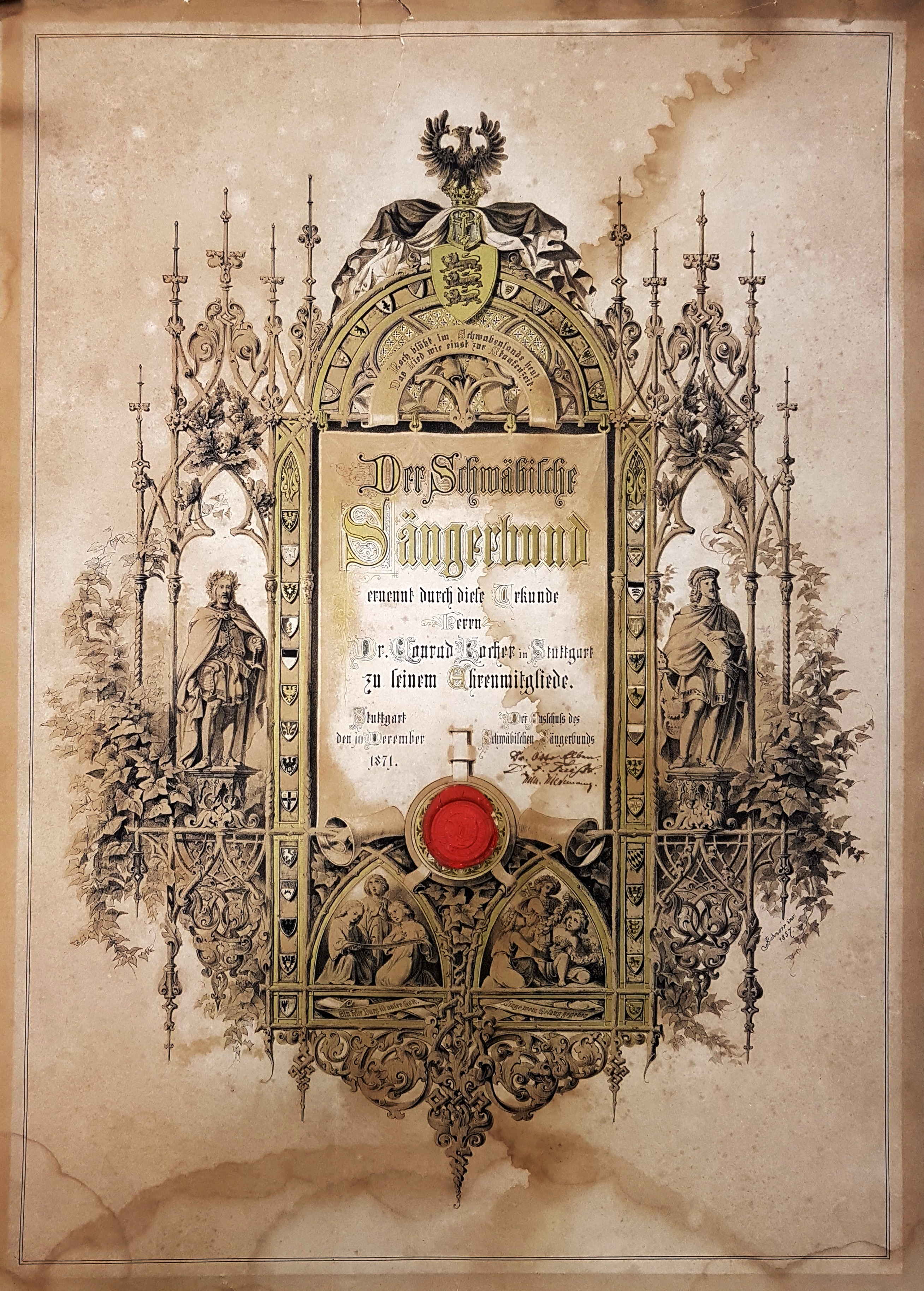
Ernennung des Stuttgarter Stiftskirchenorganisten Konrad Kocher zum Ehrenmitglied, 1871

Am 24. Januar 1809 gründete Friedrich Zelter die „Liedertafel“. Dies wird als Beginn der Männergesangsbewegung gesehen. Ein Jahr später gründete Hans Georg Nägeli in Zürich den ersten vierstimmigen Männerchor. 1819 wurde die Liedertafel Zelters zum „Sängerverein“.
In den 1810er und 1820er Jahren entstanden in Württemberg erste Gesangsvereine nach dem Vorbild der Liedertafel. Hierzu zählten der Musikverein Schwäbisch Hall (1817), der Sängerkranz Heilbronn (1818) und der Liederkranz Rottenburg (1822).
1819 kam es im Zuge der Karlsbader Beschlüsse zu massiven Einschränkungen der Presse-, Versammlungs- und Meinungsfreiheit. Singen im Verein wurde in der Zeit des Vormärz zur Politik, denn Vereine waren formell politische Vereinigungen.
Das erste Liederfest der schwäbischen Sängerbewegung wurde 1827 in Plochingen abgehalten. Nachfolgende Feste bis etwa 1932 fanden vor allem in Esslingen statt.
Auch beim Hambacher Fest 1932 waren Vereine der Sängerbewegung anwesend.
Beim Sängerfest in Ulm 1936 wurde eine Kirche als Versammlungsort für die Festlichkeiten genutzt. Diese weltliche Nutzung eines sakralen Orts gilt als Meilenstein im Prozess der Säkularisierung.
In den 1840ern entstanden erste nicht-bürgerliche Gesangsvereine. Hierzu zählen etwa der „Chor der Weingärtner Tübingen“ (1845) oder der Chor „Vulkania“ der Arbeiter der Maschinenfabrik in Esslingen (1847).
1848 wurde zudem erstmalig ein Wettsingen bzw. Preissingen abgehalten, ein Vorläufer der heutigen Chorwettbewerbe.
Ab 1849 fungierte der „Schwäbische Merkur“ als erstes Informationsblatt für die Chorvereine Württembergs.

Am 25. November 1849 berieten bei einer Versammlung 27 Sängervereine aus Württemberg in Göppingen über die Zukunft der Sängerfeste. Der wichtigste Beschluss war:

„Die Liederkränze Schwabens vereinigen sich zu gemeinsamer Pflege des Volksgesangs und damit der Volksbildung und eines deutschen Sinnes zu einem allgemeinen schwäbischen Sängerbunde.“

In der Versammlung am 24. November 1850 wurden die Statuten festgelegt und der Schwäbische Sängerbund (SSB) gegründet. Bis dahin waren 58 Vereine Mitglied. Der erste engere Ausschuss des SSB bestand aus Karl Pfaff, Otto Elben, Gustav Adolph Zumsteeg, Immanuel Faißt und Wilhelm G. Baader.
Da die Anreise zu den Liederfesten aus den verschiedenen Regionen des Landes nicht immer einfach war, wurde 1852 das erste Partikularliederfest in Aalen abgehalten. Dies war ein Vorgänger der späteren Gauliederfeste. Logistik und Verkehrssituation waren auch die Gründe für einen neuen Turnus ab 1874, als beschlossen wurde die Sängerfeste künftig nur noch alle drei Jahre und im Sommerhalbjahr, meist zu Pfingsten, stattfinden zu lassen.
Um die eigene Identität zu stärken, wurde beim Sängerfest in Tübingen, 1857, das Staufenbanner des SSB eingeweiht und 1859 eine vollständige neue Liedersammlung mit 137 Liedern veröffentlicht.
Da auch in anderen Teilen Deutschlands regionale Sängerbünde entstanden waren und diese sich zusammenschließen wollten, gründete sich 1862 der Deutsche Sängerbund (DSB). Fast zeitgleich kam es zur Gründung des Deutschen Schützenbundes und des Ausschusses der deutschen Turnvereine. Das erste Deutsche Sängerfest fand 1865 in Dresden statt.
Frauen waren nicht Teil der schwäbischen Sängervereine. Die Verabschiedung des preußischen Vereinsgesetzes 1850, welches bis 1908 galt, bedingte u. a., dass Frauen nicht Teil politischer Vereinigungen, wie z. B. Vereinen, sein durften. Im Verlauf des 19. Jahrhunderts gründeten sich allerdings mehrere Arbeiter-Sängervereinigungen, bei denen auch Frauen zugelassen waren. Diese schlossen sich 1892 zur „Liedergemeinschaft der Arbeiter-Sängervereinigungen Deutschlands“ zusammen, aus der 1908 der Deutsche Arbeitersängerbund (DASB) hervorging.
1893 lösten die „Mitteilungen des Schwäbischen Sängerbundes“ schließlich den „Schwäbischen Merkur“ als Informationsmedium ab.
1912 wurde in Schnait das Silcher-Museum gegründet.
Im Ersten Weltkrieg wurden bis zu 70 Prozent der Chorsänger einberufen. Daher war oft kein Singbetrieb möglich. In der Zeit der Weimarer Republik stieg die Mitgliederzahl wieder an und so wurde die Einführung von Gauen als Unterorganisation notwendig. Nach der Machtergreifung 1933 wurden im Sängerbund die Nationalsozialisten Jonathan Schmid Vorsitzender und Hans Rauschnabel dessen Stellvertreter. Nachdem der Sängerbund nach dem Zweiten Weltkrieg von den Alliierten aufgelöst worden war, gründeten sich in Württemberg drei Sängerbünde neu. Der Schwäbische Sängerbund und der Sängerbund Südwürttemberg-Hohenzollern schlossen sich 1952 zum Schwäbischen Sängerbund 1849 e. V. zusammen, der Baden-Württembergische Sängerbund ist bis heute eigenständig.
In den darauffolgenden Jahren wuchs der SSB 1849 zum zweitgrößten Laienchorverband in Deutschland an. Die Bundesversammlung 2008 beschloss die Namensänderung in Schwäbischer Chorverband e. V.
Der Verein ist Gründungsmitglied des Landesmusikverbands Baden-Württemberg e. V., ist Mitglied im Landesmusikrat Baden-Württemberg, in der Stiftung Singen mit Kindern und im Deutschen Chorverband. Er vertritt rund 53.000 aktive Chorsänger und 95.000 fördernde Mitglieder in 1.500 Vereinen.

## Organisation
Die Leitung des Schwäbischen Chorverbandes e. V. obliegt seinen demokratischen Organen, dies sind:
- Der Chorverbandstag
- Der Chorverbandsbeirat
- Das Präsidium
- Der Musikbeirat
- Das Geschäftsführende Präsidium

Präsident des Schwäbischen Chorverbands ist seit dem 11. September 2016 Jörg Schmidt. Der Vorsitzende des Musikbeirates ist Marcel Dreiling.
Der Verein gliedert sein Gebiet in 18 Chorverbände/Gaue. Diese sind:
- - Chorverband Filder
  - Chorverband Friedrich Schiller
  - Chorverband Heilbronn
  - Chorverband Hohenlohe
  - Chorverband Johannes Kepler
  - Chorverband Karl Pfaff
  - Chorverband Ludwig Uhland
  - Chorverband Nordschwarzwald
  - Chorverband Otto Elben
  - Chorverband Region Kocher
  - Chorverband Rems-Fils
  - Chorverband Schwarzwald-Baar-Heuberg
  - Chorverband Ulm
  - Chorverband Zollernalb-Sigmaringen
  - Eugen-Jaekle-Chorverband
  - Oberschwäbischer Chorverband
  - Verband Stuttgarter Kinder- und Jugendchöre
  - Wilhelm-Hauff-Chorverband Stuttgart

## Chorjugend
1989 gründete der Schwäbische Sängerbund 1849 eine eigene Chorjugend. Die Chorjugend kümmert sich um die Belange der Jugendlichen im Schwäbischen Chorverband sowie die Ausbildung von Schülern zu Chorlotsen und Chormentoren. Vorsitzende der Chorjugend ist Katharina Burger.

## Veranstaltungen
Der Schwäbische Chorverband ist Ausrichter von Veranstaltungen und Seminaren, Chorwettbewerben, Chorleiterausbildungen und Weiterbildungen für Sängerinnen und Sänger auch im überfachlichen Bereich. Im Jahr 2009 veranstaltete der Schwäbische Chorverband sein 40. Chorfest mit über 10.000 Mitwirkenden in Heilbronn.
Der Schwäbische Chorverband unterhielt das Silcher-Museum in Schnait. Das Museum wurde 1912 im Geburtshaus Silchers gegründet und Mitte Januar 2023 dauerhaft geschlossen.

## Bekannte Personen
- Karl Pfaff, Erster Präsident des Schwäbischen Sängerbundes (1849–1866)
- Otto Elben, Mitbegründer und Präsident (1868–1892)
- Eugen Jaekle, Präsident 1919–1934
- Konrad Kocher, Ehrenmitglied des Schwäbischen Sängerbundes
- Hugo Herrman, Bundeschormeister 1952–1967
- Theo Balle, Präsident 1984–2000
- Friedrich Silcher
- Lorenz Menz, Ehrenpräsident, Präsident 2000–2010
- Gerhard Flaadt, Mitglied des SSB Musikausschusses und Gauchorleiter des Sängergau Schwarzwald
- Jörg Schmidt, Präsident des Schwäbischen Chorverbandes seit 2016